# Baek Seok
Baek Seok (* 1. Juli 1912 in Chŏngju, P’yŏngan-pukto; † 7. Januar 1996) war ein koreanischer Lyriker.

## Leben
Baek Seok wurde am 1. Juli 1912 unter dem Namen Paek Ki-haeng (백기행) in Chŏngju, Provinz Nord-P’yŏngan geboren. Er besuchte die historische Osan Mittelschule, die vor ihm bereits berühmte Literaten wie Kim So-wŏl und Kim Ŏk besucht hatten. Später besuchte er die Aoyama Academy in Japan, wo er dank eines Stipendiums der Chosun Ilbo englische Literatur studieren konnte. Nach seiner Rückkehr nach Korea 1934 arbeitete er als Lektor für ein Magazin. 1935 debütierte er mit der Veröffentlichung des Gedichtes Die Chŏngju Festung (정주성) in der Zeitung Chosun Ilbo. Zwei Jahre später veröffentlichte er seine erste Gedichtsammlung Das Reh (사슴). Die Reaktionen auf sein Werk waren gemischt: Der Kritiker Im Hwa bezeichnete seine dynamischen Nuancen als die „Literatur eines Bauerntölpels“, während Kim Ki-rim mit seinem charakteristischen Scharfsinn das Werk aufgrund seiner stilistischen Innovationen vom simplen Pastoralismus der früheren Generationen abhebt. Im selben Jahr nahm Baek eine Position als Lehrer an der Yŏngsaeng Mittelschule in Hamhŭng an, wo er bis zu seiner Entlassung 1938 arbeitete. Nachdem er für kurze Zeit seinen ehemaligen Posten als Lektor wiederaufgenommen hatte, begann er schließlich ein Leben als Wanderer. Er reiste durch das ganze Land und arbeitete 1942 für einige Zeit im Zollamt Andong (Mandschurei). Erst nach der Befreiung 1945 kehrte er in seine Heimat Chŏngju zurück, wo er weiterhin Lyrik verfasste, sich nun jedoch auch mit dem Übersetzen von Werken beschäftigte.
Baeks Gedichte sind bekannt für ihre Kombination aus erzählender Lyrik mit modernem Gefühl für materielle Dichtung und einem Hang für erzählendes Versmaß. Er war einer der großen Innovatoren der koreanischen Literatur im zwanzigsten Jahrhundert. Die Wurzeln seiner Inspiration liegen in seinem Leben in einem Dorf der Provinz Nord-P’yŏngan, worüber er mit Beflissenheit und Wärme im lokalen Dialekt schreibt. Sein erstes Buch Das Reh bewahrt eine Fülle volkskundlicher Informationen über ländliche Sitten, Legenden und schamanistischen Praktiken bis hin zu den alltäglichen Essgewohnheiten. Obwohl die meisten Lyriker visuelle und auditive Metaphorik verwenden, gebraucht Baek in seinen Gedichten am häufigsten „Geschmacksmetaphorik“, um die Unmittelbarkeit und Dringlichkeit des Hungers und den Kampf um den Lebenserhalt in einer Zeit kläglicher Armut zu vermitteln.
Sein Engagement für die Erhaltung und Restauration koreanischer Kultur im Angesicht der Besatzung durch Japan wird selbst in seinem lyrischen Stil deutlich. Er verwendet ein rhythmisches Muster, das in direktem Zusammenhang steht mit traditioneller koreanischer Musik und Prosadichtung. Die nach der Befreiung 1945 entstandenen Gedichte ähneln in ihrem Ton seiner während der Besatzungszeit verfassten Lyrik.

## Arbeiten (Auszug)
Koreanisch
- 백석시전집 Baek Seok – Gesammelte Werke (1987)
- 흰 바람벽이 있어 Dort ist eine weiße Wand (1941)
- 멧새소리 Das Lied der Ammer (1938)
- 사슴 Das Reh (1937)

Übersetzung Japanisch
- 白石(ペクソク)詩集, 岩波書店 (Iwanami Shoten) 2012, ISBN 978-4-00-024714-6.